# Guachos
Guachos (mais conhecido como Vila Escócia) é um distrito do município brasileiro de Martinópolis, no interior do estado de São Paulo.

## História

### Formação administrativa
- Distrito criado pela Lei n° 2.456 de 30/12/1953, com sede no povoado de Vila Escócia e com território desmembrado do distrito da sede do município de Martinópolis e do distrito de Teçaindá[3][4].
- Decreto nº 23.459-F de 14/07/1954 - Cria a 1.ª Subdelegacia de Polícia do distrito de Guachos, no município de Martinópolis[5].

## Geografia

### Demografia

#### População urbana
| Crescimento população urbana | Crescimento população urbana | Crescimento população urbana | Crescimento população urbana |
| Censo                        | Pop.                         |                              | %±                           |
| ---------------------------- | ---------------------------- | ---------------------------- | ---------------------------- |
| 1960                         | 334                          |                              | —                            |
| 1970                         | 350                          |                              | 4,8%                         |
| 1980                         | 739                          |                              | 111,1%                       |
| 1991                         | 881                          |                              | 19,2%                        |
| 2000                         | 885                          |                              | 0,5%                         |
| 2010                         | 929                          |                              | 5,0%                         |
| Fonte: IBGE e Fundação SEADE |                              |                              |                              |

#### População total
Pelo Censo 2010 (IBGE) a população total do distrito era de 1 119 habitantes.

### Área territorial
A área territorial do distrito é de 145,322 km².

### Rodovias
O principal acesso ao distrito é a Rodovia Assis Chateaubriand (SP-425).

## Serviços públicos

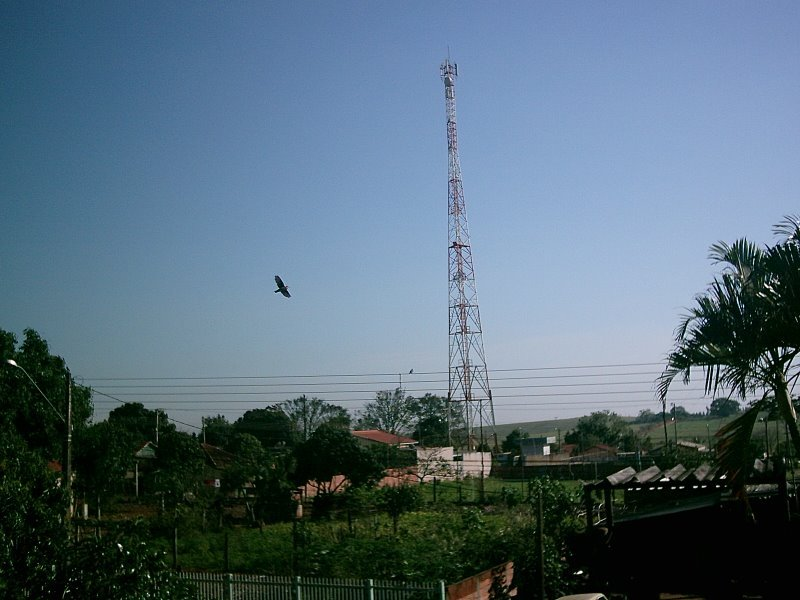
Vista do distrito.

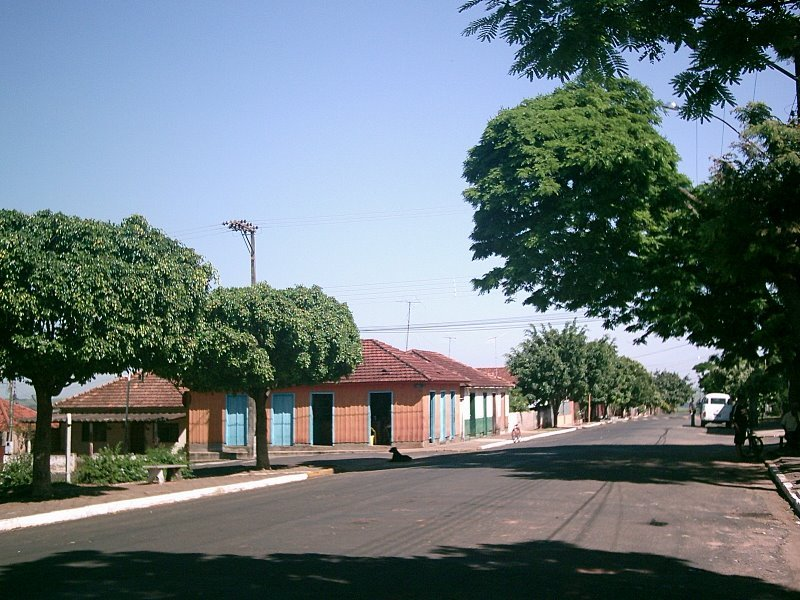
Aspecto local.

### Registro civil
Atualmente é feito na sede do município, pois o Cartório de Registro Civil das Pessoas Naturais do distrito foi extinto pelo  Tribunal de Justiça do Estado de São Paulo, e seu acervo foi recolhido ao cartório do distrito sede. Os primeiros registros dos eventos vitais realizados neste cartório são:
- Nascimento: 11/08/1956
- Casamento: 08/09/1956
- Óbito: 14/08/1956

### Educação
Instituições de ensino:
- Creche Municipal Dona Mariquinha
- Emefei José Nunes dos Santos

### Saneamento
O serviço de abastecimento de água é feito pela Prefeitura Municipal de Martinópolis.

### Energia
A responsável pelo abastecimento de energia elétrica é a Energisa Sul-Sudeste, antiga Caiuá (distribuidora do grupo Rede Energia).

### Telecomunicações
O distrito era atendido pela Telecomunicações de São Paulo (TELESP), que inaugurou a central telefônica utilizada até os dias atuais. Em 1998 esta empresa foi vendida para a Telefônica, que em 2012 adotou a marca Vivo para suas operações.

## Religião
O Cristianismo se faz presente no distrito da seguinte forma:

### Igreja Católica
- A igreja faz parte da Diocese de Presidente Prudente[19].

### Igrejas Evangélicas
- Assembleia de Deus - O distrito possui uma congregação da Assembleia de Deus Ministério do Belém, vinculada ao Campo de Presidente Prudente[20][21]. Por essa igreja, através de um início simples, mas sob a benção de Deus, a mensagem pentecostal chegou ao Brasil. Esta mensagem originada nos céus alcançou milhares de pessoas em todo o país, fazendo da Assembleia de Deus a maior igreja evangélica do Brasil[22].
- Congregação Cristã no Brasil[23].